# بوبي براون
بوبي براون (بالإنجليزية: Bobby brown)‏ واسمه الكامل روبرت باريسفورد براون هو مغن أمريكي لأغاني السول والهيب هوب والنيو جاك سوينغ ولد سنة 1969 في مدينة بوسطن الأمريكية.
بالإضافة إلى نجاحه الموسيقي فانه برع أيضا في التمثيل وتأليف الأغاني، كما أنه ظهر في عدة أفلام.
عرف أيضا بمشاكله وقضاياه في المحاكم مع زوجته السابقة ويتني هيوستن.

## روابط خارجية
- بوبي براون على موقع IMDb (الإنجليزية)
- بوبي براون على موقع ميوزك برينز (الإنجليزية)
- بوبي براون على موقع رولينغ ستون (الإنجليزية)
- بوبي براون على موقع إن إن دي بي (الإنجليزية)
- بوبي براون على موقع أول ميوزيك (الإنجليزية)
- بوبي براون على موقع ديسكوغز (الإنجليزية)
- بوبي براون على موقع قاعدة بيانات الفيلم (الإنجليزية)